# Syzygium zimmermannii
Syzygium zimmermannii är en myrtenväxtart som först beskrevs av Otto Warburg och William Grant Craib, och fick sitt nu gällande namn av Elmer Drew Merrill och Lily May Perry. Syzygium zimmermannii ingår i släktet Syzygium och familjen myrtenväxter. Inga underarter finns listade i Catalogue of Life.